# Hedyscepe canterburyana
Hedyscepe canterburyana là loài thực vật có hoa trong chi đơn loài Hedescepe thuộc họ Arecaceae. Loài này được (C.Moore & F.Muell.) H.Wendl. & Drude mô tả khoa học đầu tiên năm 1875. Chúng là loài đặc hữu ở đảo Lord Howe, Australia và đang bị đe dọa bởi mất môi trường sống.

## Hình ảnh

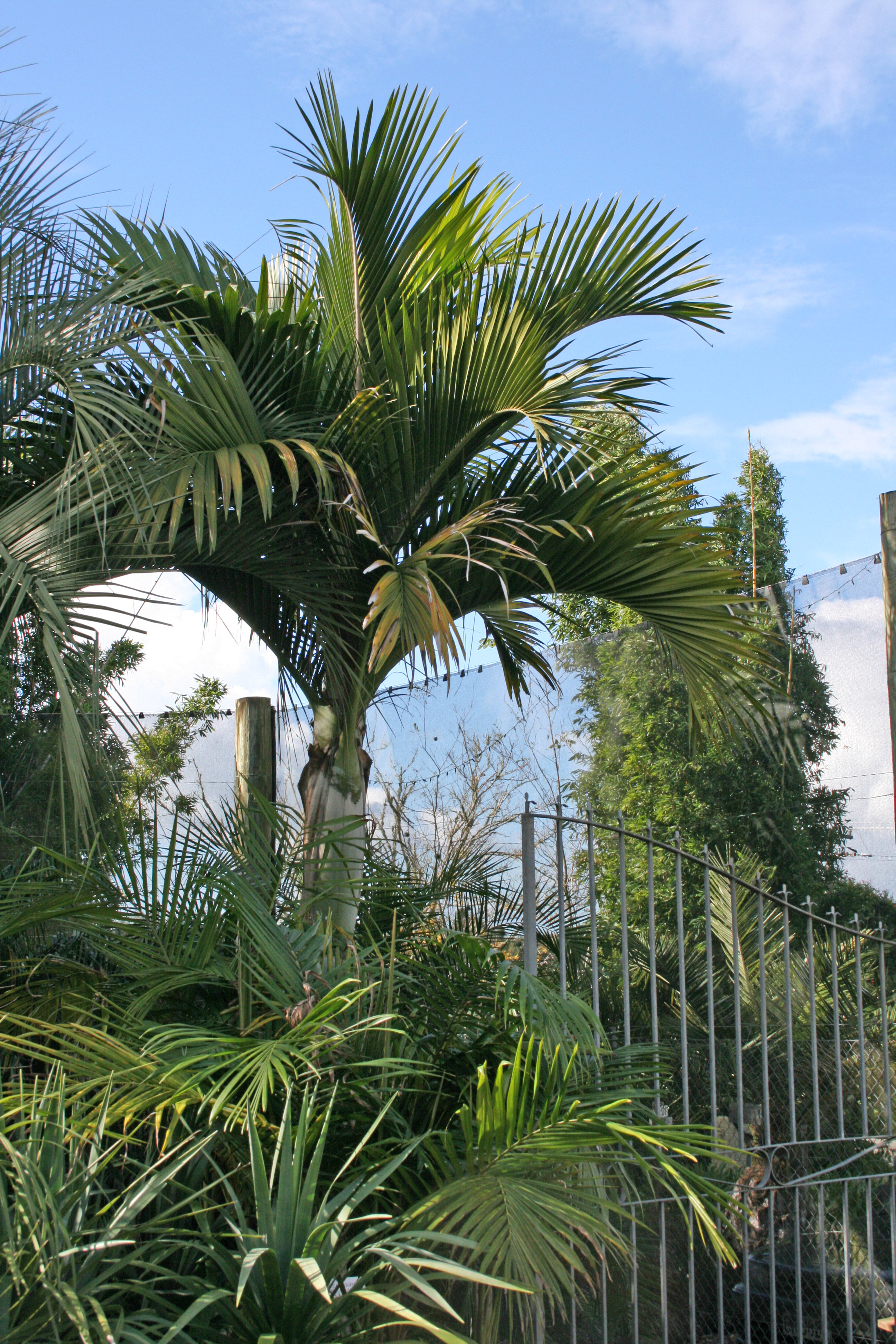